# Ismael Rueda Sierra
Ismael Rueda Sierra (ur. 11 maja 1950 w Suaita) – kolumbijski duchowny katolicki, arcybiskup Bucaramangi od 2009.

## Życiorys
Święcenia kapłańskie otrzymał 22 sierpnia 1981 i został inkardynowany do diecezji Sonsón-Rionegro. W 1988, za zgodą biskupa, przeniósł się do diecezji Girardot. Był m.in. kapelanem uniwersytetu La Gran Colombia w Bogocie (1982-1996), a także rektorem seminarium w Girardot (1997-2000).

### Episkopat
20 grudnia 2000 został mianowany biskupem pomocniczym archidiecezji Cartagena ze stolicą tytularną Buruni. Sakry biskupiej udzielił mu 17 lutego 2001 biskup Jorge Ardila Serrano.
27 czerwca 2003 został biskupem ordynariuszem diecezji Socorro y San Gil.
13 lutego 2009 papież Benedykt XVI minował go arcybiskupem metropolitą Bucaramangi. Urząd objął 2 maja tegoż roku.